# 6221 Ducentesima
6221 Ducentesima este un asteroid din centura principală de asteroizi.

## Descriere
6221 Ducentesima este un asteroid din centura principală de asteroizi. A fost descoperit pe 13 aprilie 1980 la Observatorul Kleť de Antonín Mrkos. Asteroidul prezintă o orbită caracterizată de o semiaxă mare de 3,18 ua, o excentricitate de 0,10 și o înclinație de 1,8° în raport cu ecliptica.